# Spawn (film)
Spawn är en amerikansk superhjältefilm, baserad på Image Comics superhjältekaraktär med samma namn, som hade biopremiär i USA den 1 augusti 1997. Filmen är regisserad av Mark A.Z. Dippé, och har Michael Jai White i huvudrollen som titelkaraktären Spawn. Andra ledande huvudroller i filmen spelas av John Leguizamo, Martin Sheen, Theresa Randle, D.B. Sweeney, Miko Hughes, och Nicol Williamson.

## Handling
Filmens handling kretsar kring marinsoldaten Al Simmons, som efter att ha blivit mördad av sin överordnade chef Jason Wynn, sluter en pakt tillsammans med djävulen, och återvänder till planeten Jorden som den arméledande superhjälten Spawn.

## Rollista

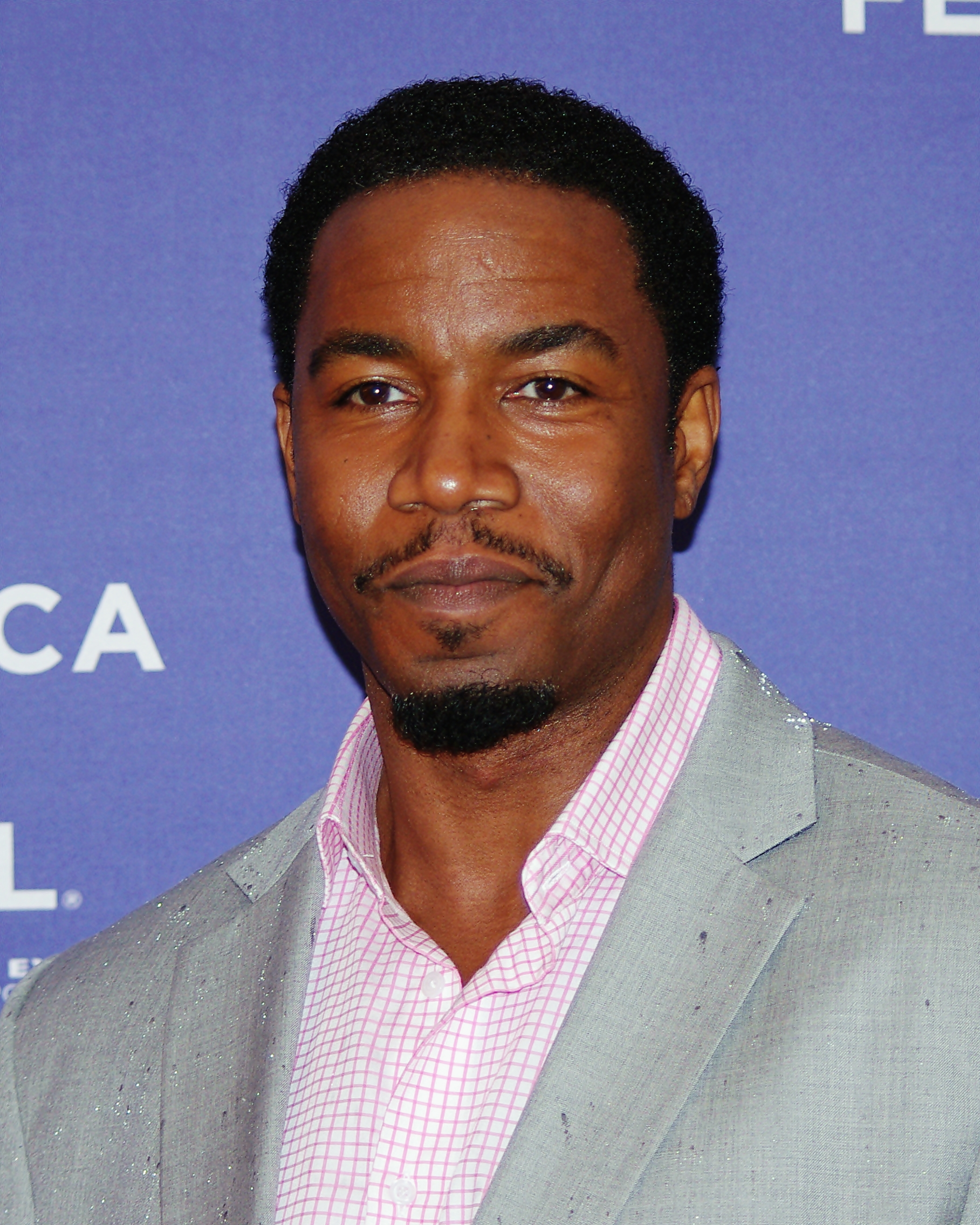
Michael Jai White spelar rollen som titelkaraktären Spawn i filmen.

| Michael Jai White | – Al Simmons / Spawn      |
| John Leguizamo    | – Clown / Violator        |
| Martin Sheen      | – Jason Wynn              |
| Theresa Randle    | – Wanda Blake             |
| Nicol Williamson  | – Nicholas Cogliostro     |
| D.B. Sweeney      | – Terry Fitzgerald        |
| Melinda Clarke    | – Jessica Priest          |
| Miko Hughes       | – Zack                    |
| Sydni Beaudoin    | – Cyan Simmons-Fitzgerald |
| Michael Papajohn  | – Glen                    |
| Frank Welker      | – Malebolgia (röst)       |